# 淘金记
《淘金记》（英語：The Gold Rush）是1925年上映的美國無聲喜劇電影。由查理·卓别林执导和编剧。卓別林、喬治婭·黑爾、马克·斯维恩、汤姆·默里、亨利·博格曼和马尔科姆·韦特參演。
卓別林相信喜劇和悲劇相距不遠，並將匱乏和恐怖元素融入喜劇當中。他決定將自己的經典角色成為孤獨的探金者，加入勇敢的樂觀主義者並決心面對與尋金相關的困境，例如疾病、飢餓、寒冷、孤獨，或是隨時被灰熊攻擊的可能性。這些元素可從卓別林煮食和夢到自己的鞋子，或他那飢餓的朋友誤將自己看成一隻雞等場景觀察到。
電影在上映時大受好評，至今也是卓別林的代表作之一，本人亦多次提到，這部為他最希望被記得的電影。在1942年，卓別林重新發行有聲效、配樂和旁白的版本，並在第15屆奧斯卡金像獎獲得2項提名。在1958年世界博覽會的國際電影投票中，電影僅次於《波特金號戰艦》，獲得第2名。1992年，電影因「在文化上、歷史上或美學上具重要意義」，被選入美国国会图书馆典藏。在2021年，原版因為已發行95年而進入美國公有領域。

## 剧情
以下為1942年重版的劇情：
在淘金熱期間的1898年，淘金者吉姆在阿拉斯加尋找到一個龐大的金礦，但遭到暴風雪的侵襲。孤獨的探金者（流浪漢）在尋金期間，同樣受到侵襲。為渡過嚴寒，他躲進逃犯拉森的木屋。拉森嘗試扔流浪漢出去，此時吉姆亦避進小屋。其後拉森試圈用獵槍嚇跑兩人，但被吉姆制服。最後三人同意休戰，並一起留在小木屋。
長時間的暴風雪下，食糧逐漸減少。三人抽籤決定誰負責冒着危險外出尋找食物，拉森被抽中並離開木屋。在外面，拉森意外發現吉姆的金礦，並決定吉姆回去金礦時伏擊他。留守屋內的兩人在等候期間亦越來越絕望，他們煮食流浪漢的一隻鞋子。之後，吉姆變得精神錯亂，想像流浪漢是一隻雞並攻擊他。其後灰熊誤入木屋，隨後被兩人殺掉，並成為他們的食糧。
暴风雪停後，兩人各奔東西。流浪漢繼續前往淘金小鎮，而吉姆則回到金礦。回到金礦後，他卻被拉森用鏟子打昏。拉森帶着黃金下山，途中遇到雪崩並失去性命。吉姆恢復知覺後，卻因為失去記憶，而在雪地裡遊蕩。不久吉姆開始回復記憶，並記得自己在木屋附近找到一個大金礦，並與流浪漢待在一起。但他尚未記起木屋和金礦的位置，所以到小鎮尋找流浪漢，希望他可以帶領自己回到小木屋。
另一廂，流浪漢独自来到蒙特卡罗舞廳，並對舞女乔治亞一見鍾情。喬治把為了激怒對她大獻殷勤並糾纏著要共舞的傑克，她決定和「舞廳𥚃長得最可憐的」流浪漢跳舞。兩人再度見面後，她接受流浪漢的除夕晚餐邀請，但並沒有認真看待，隨即忘記邀請。除夕夜當日，流浪漢设宴招待乔治亚。等待期間，流浪漢夢到自己用插着叉子的麵包捲跳舞，娛樂喬治亞等賓客。等到半夜時，喬治亞失約，流浪漢便失望地獨自走到街上。不久，喬治亞突然記起流浪漢的邀請，隨即跑到他的家。她發現空無一人，但看到精心準備的晚餐和給她的禮物後感到內疚，便準備一張字條跟他道歉。

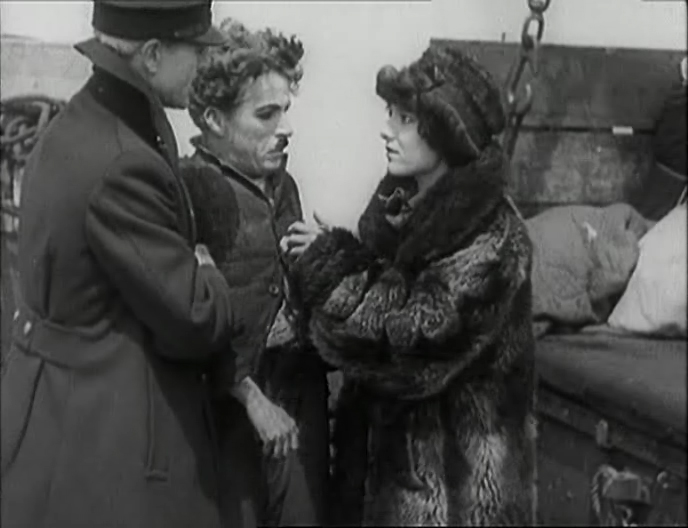
富裕的流浪漢與喬治亞在船上重遇

翌日，流浪漢到舞厅去找乔治亚並得到字條，却在此時遇見失忆的吉姆。吉姆見到流浪漢後突然恢复记忆，於是便拉着他一起去找那個金礦，只留下少許時間給他跟喬治亞承諾會以百萬富翁回到她身邊。兩人找到了小木屋，並在此過夜。一夜之間，另一場暴風雪將小木屋的一半吹到懸崖邊，剛好就在金礦旁邊。第二天早上，木屋在懸崖邊緣搖搖欲墜，兩人試圖逃生。吉姆先逃出來，並在木屋掉下懸崖前將流浪漢拉到安全的地方。
一年後，兩人成为百万富翁，但流浪漢卻尋找不到喬治亞。兩人搭乘回美國本土的轮船，正好喬治亞也在船上。當流浪漢穿上探險時的舊衣服，給記者拍照時，卻從樓梯摔下來，並意外與喬治亞重遇。她一度擔心他被誤會是偷渡客，並試圖從船員手中救他，幸好記者等人出現並解除誤會。最後兩人幸福地在一起，並被邀請一同合照。

## 角色
- 差利·卓別靈（以流浪漢的造型）飾 孤獨的探金者
- 馬克·斯維恩 飾 吉姆（Big Jim McKay）
- 湯姆·默里 飾 逃犯拉森（Black Larsen）
- 馬爾科姆·韋特 飾 傑克·卡梅倫（Jack Cameron）
- 喬治婭·黑爾 飾 乔治亚
- 亨利·博格曼 飾 漢克·柯蒂斯（Hank Curtis）

未正式列出：
- 史丹利·桑福德（英语：Tiny Sandford） 飾演舞廳待應
- 山姆·艾倫（英语：Sam Allen (actor)） 飾演舞廳的男人
- 史蒂·麥菲（英语：Steve Murphy (actor)） 飾演舞廳的男人

## 製作
卓別林早於1923年末在友人道格拉斯·費爾班克斯和太太玛丽·毕克馥的家看到克朗代克淘金熱的照片後得到靈感。進一步啟發則來自一本有關唐納大隊的書籍，該本書描述大隊透過吸食大麻和食用鞋上的皮革渡過雪困等事蹟。卓別靈在以往拍攝前只需要少量故事架構，但在本作則在拍攝前已發展詳細的內容。
拍攝於1924年2月展開，當時的工作標題叫「幸運一擊（Lucky Strike）」。卓別林曾經計劃在阿拉斯加拍攝，但最終在加利福尼亞州特拉基附近嘗試拍攝全部外景，並只留下開場部分。劇組亦在內華達山脈的雪地進行兩週的拍攝，山脈亦是唐納大隊發生雪困的地點。他為了忠實重現淘金者艱苦地爬上奇爾庫特山口（Chilkoot Pass）的歷史情景，便請600位臨時演員爬上高2,300英尺（700）的山，並在山上雪地穿行。其餘情節則在卓別靈在荷里活的製片場的後院和舞台拍攝。佈景動用500個工人建造，包括以木材、麻布、雞籠鐵絲、石膏、鹽和麵粉等材料精心製作的克朗代克佈景，以及懸崖邊緣上的小屋的模型。電影中流浪漢和吉姆所食用的皮鞋是由甘草和硬糖製作而成。相關情節共使用20對道具鞋，在3日內拍攝了63次才成功。電影最終拍攝日為1925年5月18日。

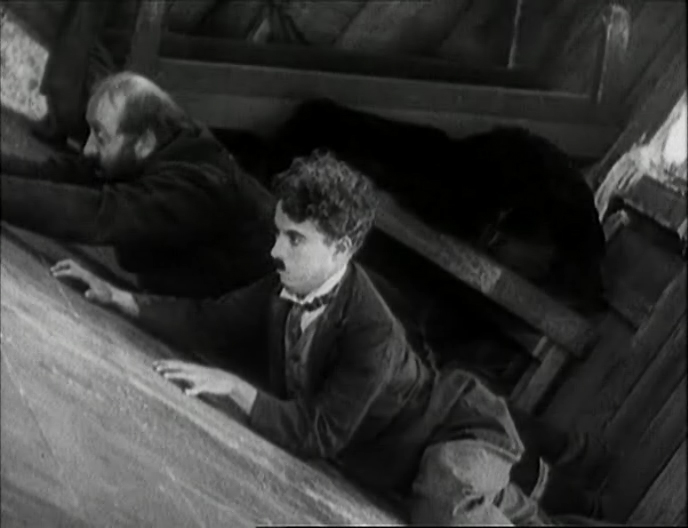
吉姆和流浪漢在搖搖欲墜的木屋

作品製作時間漫長，由1924年2月至1925年6月結束，需時17個月，當中235日為拍攝期。製作成本為923,886.45美元，為默片時代成本最高的喜劇。作品使用的菲林長度為一部相機內長約230,000英尺（70,000）。在後期製作，卓別靈在4月20日至首映前，用9星期將菲林剪輯至短於10,000英尺（3,000）的成片。
電影拍攝和製作期間曾出現數次停頓。麗泰·格雷原本為電影的女主角，但因在9月發現懷孕而在拍攝半年後被黑爾代替，製作亦因此暫停了3個月至12月末。格雷最終以臨時演員在電影出現。卓別靈和斯維恩亦在拍攝進食皮鞋的情節後，因為進食太多甘草而腹瀉，拍攝亦因此暫停。此外，卓別靈亦為了調整自己狀態而曾休息數周。

## 上映與評價

### 上映
作品在荷里活的埃及剧院進行世界首映。首映禮的奢華前奏名為「差別·卓別靈的夢」，由劇院擁有人席德·格勞曼親自策劃，包括專業溜冰、一系列的編舞和氣球表演，並朗誦罗伯特·塞维斯的詩作。作品在美國和全世界都獲得巨大成功，當中在柏林首映，觀眾對麵包捲之舞報以雷鳴般的掌聲，以至管理層指示將該情節倒帶，並立即加演。它是電影史上票房第五高的默片，1926年時的票房全球收入超過4,250,000美元，而1942年新版發行前為累積約7,112,000美元。卓別林在該片上映時宣稱，這是他希望被銘記的電影。作品為聯美公司獲得100萬的收益，亦為卓別林獲得200萬的收入。

### 評價
評論普遍稱讚原版電影。莫當特·豪爾在《紐約時報》寫道：
這是一部充滿詩意、悲愴和溫柔，但同時不乏粗魯和喧鬧的喜劇。它是卓別林作品中的傑出瑰寶，因為它的思想性和獨創性甚至超過了《差利與小孩》和《差利從軍夢》等歡笑傑作。
雜誌《綜藝》亦對電影讚不絕口，形容作品是「有史以來最偉大和最精巧的喜劇片，它將是該領域中最暢銷的作品，正如《一個國家的誕生》在戲劇片領域中仍經得住一眾競爭對手的考驗。」

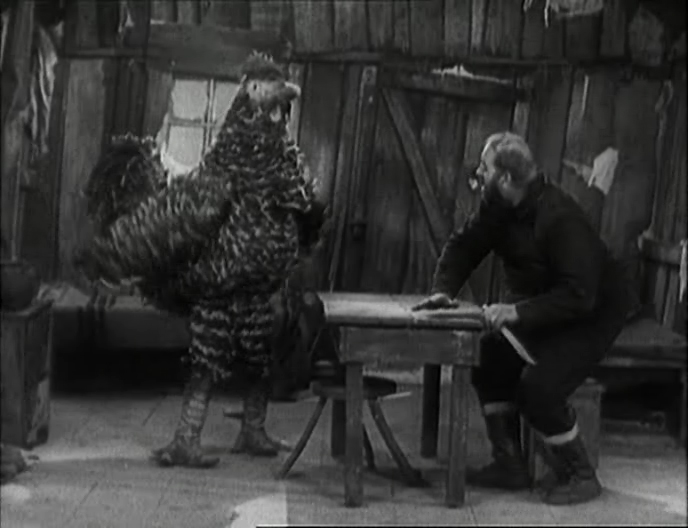
飢餓的吉姆誤當流浪漢是一隻雞，並試圖抓住他

《紐約客》的評論則褒貶不一。它認為電影的戲劇元素和卓別林熟悉的滑稽手法搭配並不理想：
人們或許會期待在淘金時代的滑稽鬧劇，看到卓別林在克朗代克的奶油派惡作劇中成為笑柄。但是他們注定要失望了，因為卓別靈以皮埃羅的洋蔥汁手法，吸引您的眼淚...但你沒有急著流淚，而是伸手拿甘油瓶應對...我們不想貶低卓別林。他的演技一如往常，是傑出的銀幕大師。他拍了這部不錯的電影，但似乎不再像以前那麼幽默了。
無論如何，《紐約客》將電影列入1925年十大最佳電影。
卓別林傳記作家傑佛瑞·萬斯認為本作品是卓別林默片時期最偉大的作品。他寫道：「《淘金記》可以說是卓別林最偉大、最有野心的默片，也是當時製作時間最長、最昂貴的喜劇片。片中有許多最著名的喜劇片段，包括煮食皮鞋、麵包捲之舞以及搖搖欲墜的木屋等。然而，它的偉大之處並不僅僅在於其喜劇片段，而在於它們如此充分地融入以人物為主導的敘事之中。卓別林對於成品毫無保留。事實上，在當時的宣傳中，他引述道『這是我希望被人記住的電影。』」
日本電影製片人黑澤明將此作品列為他最喜愛的電影之一。

### 榮譽
在1958年世界博覽會的「影史12大影片」票選中，電影在共117個影評人和電影史學者投票下，以5票之差僅次於谢尔盖·爱森斯坦的《波特金號戰艦》，獲得第2名。1992年，電影因「在文化上、歷史上或美學上具重要意義」，被美國國會圖書館列入國家影片登記表以保護電影。
電影先後被美国电影学会列入各個名單。首先在1998年的百年百大电影排名為74位，後於2000年的百年百大喜剧片被選為第25位。7年後的更新版百年百大电影中排行升至58位。
作品亦被不同雜誌選出為偉大電影之一。在《村聲》於1999年的「本世紀最偉大電影」中，從250齣電影中票選下排行49位。在《娛樂週刊》的「史上最偉大的100部電影」投票中為第15位。著名法國雜誌《電影筆記》的「100部最偉大電影」中排名第97位。在2012年《視與聽》月刊舉行的影史最佳電影投票中，本片在導演投票中為第91位。2015年，在英國廣播公司（BBC）的「100大最佳美國電影」名單，被世界各地影評人選為第17位。兩年後，BBC再度對52個國家的253位影評人進行投票，本片獲選為「史上最偉大的100部喜劇」的第25位。根據評論匯總網站《爛番茄》，87位影評人中有98%都是正面的評語。該網站的共識為「《淘金記》融合滑稽幽默、淒美情感和社會評論，亦概括了卓別林作為編劇、導演和巨星的優點。」

## 1942年再版
卓別靈於1942年4月發行新版本的電影。新版本在1925年原版的基礎增加配樂和自己錄製的旁白。新版亦刪去少許情節，包括流浪漢被傑克欺騙，誤會喬治亞已愛上自己的部分，和結尾男女主角的親吻，記者被示意離開的情節。和大多數默片一樣，本片最初是以每秒16幀拍攝和放映。故此新版改以有聲電影規格的每秒24幀的速度播放，進一步縮短時長。此外，卓別林再次剪輯和改動部分情節，以加強故事的延續性，並在片頭名單增加一幕向於1月逝世的影評家亞歷山大·伍爾科特致敬。這次改動由1941年6月至1942年2月結束，共花費125,000美元。改動後，新版的時長比原版少23分鐘。

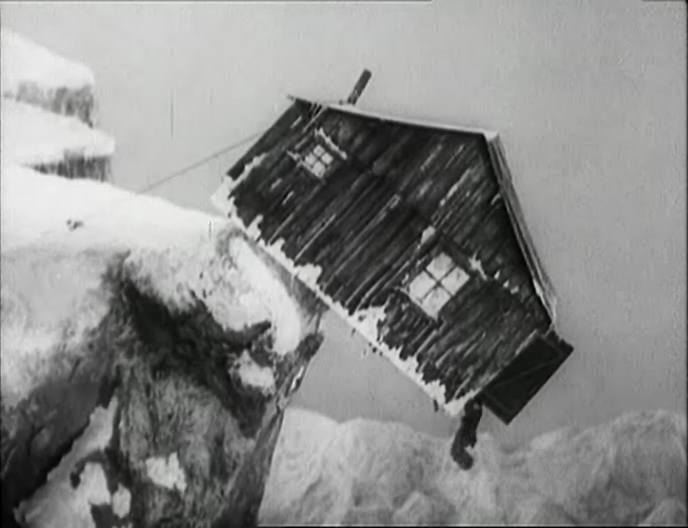
在懸崖搖搖欲墜的木屋

文學評論家曼尼·法伯在《新共和》寫道：
你會看到天才般的卓別林所創造的奇特並無法解釋的景象⋯⋯這些景象從荒謬的事情開始：用兩個麵包捲代表舞者的腳、半懸在懸崖邊的木屋、一頓用皮鞋造的餐。但他的啞劇將荒誕變得有人情味——麵包捲因舞者的個性而變得活靈活現、木屋儘管乏味，卻變成了令人激動的現實、而鞋子的遭遇則令人難以置信。荒謬變得真實，而且意義重大。你能在這些地方感受到卓別林想表達的情感。
新版的配樂由特爾創作，並由菲爾兹錄製。電影於翌年獲得最佳劇情或喜劇片配樂獎和最佳音響獎的提名，但分別敗給《斷鴻零雁》和《勝利之歌》。
作品為卓別林首批轉換為有聲電影的默片。2012年發行的藍光版本可見，新版作品保留了原版的大部分片段。即使是原版的修復拷貝，也出現明顯的影像劣化和畫格缺失，這些情況並沒有在新版出現。

## 版權和家用媒體
1953年，因卓別靈沒有在發行後的第28年更新版權，原版曾進入美國公有領域。在此之後，電影曾一度在美國以家用錄影帶廣泛發行。但在1995年後，因應烏拉圭回合協議法案的生效，卓別靈的遺產管理會制止在美國未經授權的發行，以保護著作權。無論如何，原版在2021年因發行已有95年，而正式進入公有領域。在2012年，標準收藏公司同時發行1925年原版和1942年再版的藍光版本。除了作品外，這版本亦內含萬斯的全新音訊評論。

## 大眾文化

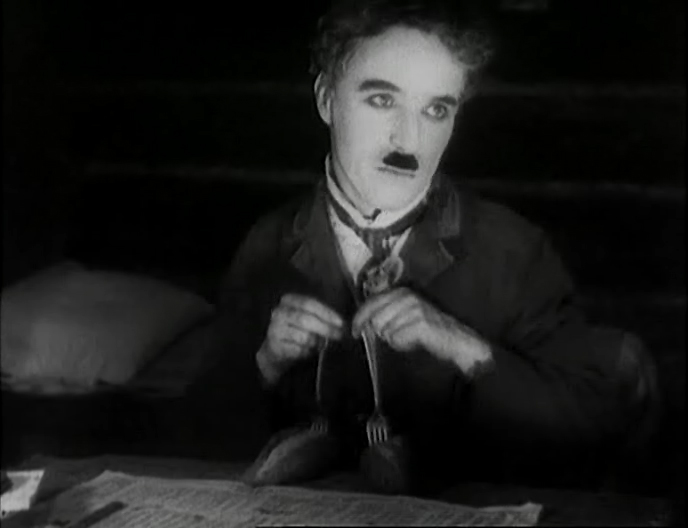
流浪漢表演麵包捲之舞

電影中卓別靈表演的「麵包捲之舞（Bread Roll Dance）」被譽為影史上其中一幕令人印象深刻的情節。但早於1917年，由羅斯科·阿巴克爾主演，巴士達·基頓客串的《紅房子》已經出現相似的舞步。捲毛霍華德在1935年的三個臭皮匠短劇《失禮了，蘇格蘭》對舞步簡短致敬。安娜·卡里娜在電影《不法之徒》的角色亦提及該舞步。在1992年的卓別靈傳，除了簡單描述本片的製作過程，並由飾演卓別靈的羅拔·唐尼表演。此外，電影《帥哥嬌娃》、《慈善星輝布公仔》和動畫處境喜劇阿森一族的《布維爾女士的情人》亦引用舞步，並分別由尊尼·特普、愛美·雅當絲的角色和亞伯拉罕·辛普森表演。
電影的另一個情景「懸崖上的木屋」則在2部印度電影《麥可·馬達納·卡馬拉詹》和《乘龍快婿》出現。

## 百周年發行紀念
在原版發行100周年的2025年，原版電影的4K復修版於康城影展進行世界首映。由博亞電影修復所（L'Immagine Ritrovato）修復的版本結合原版的情節及新版的配樂和聲效。卓別靈的2位孫輩史賓沙和基拉·卓別林亦在場觀賞。同年6月26日，全球70個國家進行500場放映，以慶祝百周年發行慶典。當中美國首映在荷里活地標埃及劇院進行，亦是原版電影進行世界首映的地點，並由傳記作家萬斯介紹。

## 外部連結
- 互联网电影数据库（IMDb）上《淘金记》的资料（英文）
- AllMovie上《淘金记》的资料（英文）
- Box Office Mojo上《淘金记》的資料（英文）
- TCM电影资料库上《淘金记》的资料（英文）